# 郁秀
郁秀（いく しゅう）は、中華人民共和国の作家。祖籍は上海。

## 履歴
- 1974年福建省に生まれる
- 1984年深圳に転居
- 1990年16歳で長編『花季雨季』を発表。ミリオンセラーとなり多数受賞。ドラマ化などがなされる。
- 1993年深圳大学入学。
- 1999年カリフォルニア州立大学を卒業

## 作品
- 『花季雨季』（1990年）
- 『太陽鳥』（2000年8月）
- 『美国旅店』（2004年）